# Le Hamel (Oise)
Le Hamel ist eine französische Gemeinde mit 185 Einwohnern (Stand 1. Januar 2022) im Département Oise in der Region Hauts-de-France. Die Gemeinde liegt im Arrondissement Beauvais und ist Teil der Communauté de communes de la Picardie Verte und des Kantons Grandvilliers.

## Geographie
Die landwirtschaftlich geprägte Gemeinde liegt rund vier Kilometer südöstlich von Grandvilliers an der Départementsstraße D151 nach Crèvecœur-le-Grand auf der Hochfläche. Zur Gemeinde gehören die Weiler Rieux im Osten und La Maison Blanche in Richtung nach der 1832 abgetrennten Gemeinde Grez. Zu Le Hamel gehört auch das Gehöft Le Moulin Thénard.

## Einwohner
| 1962 | 1968 | 1975 | 1982 | 1990 | 1999 | 2006 | 2011 |
| ---- | ---- | ---- | ---- | ---- | ---- | ---- | ---- |
| 144  | 139  | 145  | 143  | 113  | 127  | 164  | 172  |

## Verwaltung
Bürgermeister (maire) ist seit 2008 Jean-Jacques Adoux (Front National).

## Sehenswürdigkeiten
- Die seit 2007 als Monument historique klassifizierte Wallfahrtskirche Notre-Dame du Hamel, teils aus dem 13. Jahrhundert, die mit der Legende des Herrn von Créquy verknüpft ist (siehe auch: Liste der Monuments historiques in Le Hamel (Oise)).